# Molen Deschodt
De Molen Deschodt of Deschodtmolen (Frans: Moulin Deschodt, Moulin de la Briarde of Moulin de Riele) is een standerdmolen gelegen in de gemeente Wormhout in het Franse Noorderdepartement.

## Geschiedenis
Het betreft een zeer zware molen die, om economische redenen, geheel uit hout is vervaardigd. Het bouwjaar is 1756. De molen bevat de inscriptie: GEMAAKT DOOR INGELBERTUS MARTYNUS ENDE PHILLIPUS FRANCOIS DE SMYTTERE 1756. De twee verdiepingen tellende molen heeft een geschat gewicht van 80 ton en het wiekenkruis heeft een spanwijdte van 24 meter. Daarom wordt de molen wel le géant des Flandres (de reus van Vlaanderen) genoemd. De kast van de molen is verbreed met een kombuis.
In 1780 was er sprake van de naam Ondankmeulen, al is niet duidelijk waarom. De naam Moulin de la Briarde, die vaak aan deze molen werd gegeven, is in feite onjuist: Deze naam had aanvankelijk betrekking op een molen die enkele kilometers van de Moulin Deschodt verwijderd was.
In 1891 werd de molen nog 200 meter verplaatst om hem dichter bij het molenaarshuis te plaatsen. Dit was, dankzij de uitneembare houten constructie, betrekkelijk eenvoudig.
Ten gevolge van de Eerste Wereldoorlog overleed de molenaar. De molen bleef enkele jaren onbeheerd, doch in 1921 kocht molenaar Abel Deschodt de molen. Daarmee kon deze, in tegenstelling tot de 10 andere windmolens die de gemeente in 1806 nog telde, gered worden. De molen werd geheel gerenoveerd en kreeg daarmee zijn huidige aanzien. In 1926 werd een nieuwe builinrichting aangebracht en ook werden diverse mechanische krachtbronnen, zoals een dieselmotor, een locomobiel en een elektromotor in gebruik genomen. Deze zijn allen nog aanwezig.
In 1963 stopte de productie van meel, waarna nog granen voor veevoeder werden gemalen.
In 1966 schonk Deschodt de molen aan de gemeente, één jaar voor zijn overlijden. Daarna werd het molenaarsbedrijf overgenomen door Abels zoon Maurice. Deze wilde weer met windkracht draaien, maar het wiekenkruis kwam niet meer in beweging. Restauratiewerkzaamheden werden uitgevoerd en metalen wieken werden aangebracht. In 1983 was de molen weer maalvaardig. Later verwierf de gemeente ook het molenaarshuis met inventaris, teneinde daar een museum van te maken.